# Jinhae
Jinhae (kor. 진해시) – miasto i port morski w południowej części Korei Południowej, nad Cieśniną Koreańską, w prowincji Gyeongsang Południowy. Około 151,4 tys. mieszkańców.

## Miasta partnerskie
- Stany Zjednoczone: Annapolis
- Japonia: Kure
- Chile: Viña del Mar